# Academia de Ciencias de Albania
La Academia de Ciencias de Albania (en albanés Akademia e Shkencave e Shqiperise) fundada en 1972, es la institución científica más importante de Albania. La institución incluye a los más distinguidos científicos, también llamados "académicos", en centros de investigación y otras organizaciones dentro y fuera de Albania. La Academia tiene 28 miembros, 11 miembros asociados, y 26 miembros honoríficos.
La Academia se compone de dos secciones:
- Ciencias sociales y sección albanológica
- Sección de Ciencias naturales y técnicas

También incluye las siguientes unidades:
- Proyectos de desarrollo tecnológico e innovación
- Sucursal de relaciones públicas y extranjeras
- Biblioteca [3]
- Publicaciones

La sección lingüística es la encargada de la regulación del idioma albanés.